# Terremoto de Constantinopla de 557
El Terremoto de Constantinopla de 557 sacudió la capital del Imperio Bizantino en la noche del 14 de diciembre. Según testimonios contemporáneos como Agatías, Juan Malalas o Teófanes el Confesor, el seísmo causó grandes daños en Constantinopla provocando un gran número de víctimas, muchos de los edificios de la ciudad fueron destruidos y sus murallas muy dañadas. Seis meses más tarde, la debilitada cúpula de Santa Sofía se derrumbó, y en el año 559 una incursión de los cutriguros consiguieron atravesar las secciones de la muralla que no habían sido reparadas.

## Antecedentes
El Bósforo y sus alrededores son una zona de gran actividad sísmica. Durante el reinado de Justiniano I (527-565), se registraron numerosos terremotos. Se han enumerado unos once terremotos entre octubre de 525 y diciembre de
557. En noviembre de 533, una multitud aterrorizada buscó refugio en el foro de Constantino, pero este terremoto no causó víctimas. En los años 540-550 se registraron regularmente pequeños terremotos (540-541, 545, 547, 551 y 554-555). En el año 557, Constantinopla sufrió dos pequeños terremotos, el 16 de abril y el 19 de octubre, que no causaron daños graves.

## El terremoto
El terremoto que nos ocupa fue el tercero del año 557 y se produjo la noche del 14 de diciembre. Según Agatías, Constantinopla fue "casi completamente arrasada" por el terremoto. Lo describe como algo sin parangón en cuanto a magnitud y duración. Los habitantes de Constantinopla, que sufrían un invierno inusualmente riguroso, estaban ocupados en esta época del año con las celebraciones de las Brumales, lo que hacía más llevadera la espera del solsticio de invierno.
Los sismos comenzaron hacia la medianoche, cuando la mayoría de los habitantes de Constantinopla estaban durmiendo. Los temblores despertaron a los ciudadanos y, al tambalearse los edificios, "se oyeron gritos y lamentos". Las sucesivas sacudidas se acompañaban de sonidos como de truenos procedentes del suelo. El aire "se oscureció con las exhalaciones vaporosas de una neblina de humo que surgía de una fuente desconocida, y brillaba con un resplandor apagado". Los residentes, presas del pánico, huyeron de sus casas y se reunieron en las calles y callejones. Agatías señala que la ciudad tenía muy pocos "espacios abiertos completamente libres de obstáculos", por lo que la gente no estaba a salvo de sufrir la caída de cascotes. El sufrimiento de los damnificados se vio agravado por las heladas y las nevadas. Muchos buscaron refugio en las iglesias.
En la confusión, se entremezclaron personas de toda condición y género cuando en una sociedad como la bizantina los grupos sociales y los sexos estaban estrictamente segregados en todos los aspectos de la vida cotidiana. Durante un tiempo, los rangos sociales y los privilegios que los acompañaban dejaron de existir; los esclavos, temiendo por su vida, ignoraban las órdenes de sus amos.  Al amanecer, los temblores cesaron. Los supervivientes buscaron por las calles a sus familiares y amigos, "besándose y abrazándose, derramando lágrimas de alegría y sorpresa".

## Consecuencias
Según Agatías la zona más afectada de la ciudad fue el distrito de Rhegium, cercano al puerto de Constantinopla, pero muchos otros edificios de la ciudad fueron demolidos o sufrieron daños estructurales. La cúpula de Santa Sofía se resquebrajó con el terremoto y se derrumbó por completo en mayo de 558. Otras iglesias y edificios también sufrieron daños. El terremoto dejó las murallas de la ciudad en tan mal estado que las tropas invasoras de cutriguros que atacaron a principios de 559 consiguieron entrar en la ciudad a través de las secciones que se habían caído y que aún no habían sido reconstruidas.
Justiniano I inició un breve período de luto. No llevó su corona durante los cuarenta días siguientes al terremoto. Agatías relata que, tras el terremoto, los ricos hicieron más donativos y obras de caridad, los escépticos rezaron con más devoción y los libertinos y viciosos trataron de ser más virtuosos, pero también señala que estos cambios no duraron mucho. Cada año, el pueblo de Constantinopla conmemoraba la catástrofe con un servicio de plegarias.